# 齋藤實
齋藤實（日语：〔〕，1858年12月2日—1936年2月26日），幼名富五郎。日本東山道陸奧國膽澤郡鹽竈村（今岩手縣奧州市水澤）人，內閣總理大臣兼外務大臣與文部大臣、内大臣。任期內外交趨向強硬，承認滿洲國並主導日本退出了國際聯盟。

## 生平
- 1858年（安政5年） 生於陸奥国仙台藩胆澤郡鹽竈村（即今岩手縣奥州市水澤區），名為「富五郎」。
- 1879年（明治12年） 海軍兵學校畢業（第6期）。
- 1884年（明治17年） 任日本駐美公使館海軍武官。
- 1896年（明治29年） 任富士號戰艦航海委員，成功通過蘇伊士運河。
- 1897年（明治30年） 任秋津洲號防護巡洋艦艦長。
- 1898年（明治31年） 任海軍次官
- 1906年（明治39年） 任海軍大臣，歷經5任内閣，積極擴張海軍軍備。
- 1912年（大正元年） 晉升海軍大將。
- 1914年（大正3年） 受西門子事件影響，辭去海軍大臣職務。
- 1919-1927年（大正8年-昭和2年） 任朝鮮總督，推行一系列措施舒緩韓獨情緒。
- 1924年（大正13年） 獲頒桐花章。
- 1925年 （大正14年）獲授勳爲子爵。
- 1927年（昭和2年）作為日本代表團全權代表出席日内瓦海軍會議（英语：Geneva Naval Conference）。任樞密院顧問官。
- 1929-1931年（昭和4-6年） 二度出任朝鮮總督
- 1932-1934年（昭和7-9年） 接替遇刺身亡的犬养毅，出任內閣總理大臣。遇刺未遂，承認滿洲國獨立及退出國聯。
- 1934年（昭和9年）7月8日 因帝人事件，率領內閣總辭。
- 1935-36年（昭和10-11年）任內大臣。
- 1936年（昭和11年） 在二二六事件中遭青年軍官暗殺身亡，同日被追授大勲位菊花大綬章。